# Dekanat Prószków
Dekanat Prószków – jeden z 36 dekanatów w rzymskokatolickiej diecezji opolskiej.
W skład dekanatu wchodzi 13 parafii:
- Trójcy Świętej → Boguszyce
- św. Apostołów Piotra i Pawła → Chróścina
- Matki Boskiej Szkaplerznej → Chrząszczyce
- parafia św. Rocha → Dąbrówka Górna
- Niepokalanego Serca Najświętszej Maryi Panny → Domecko
- św. Franciszka z Asyżu → Komprachcice
- św. Mikołaja → Ligota Prószkowska
- św. Marcina → Ochodze
- parafia Nawiedzenia Najświętszej Maryi Panny → Polska Nowa Wieś
- św. Jerzego → Prószków
- parafia św. Apostołów Filipa i Jakuba → Rogów Opolski
- Najświętszego Serca Pana Jezusa → Wawelno
- św. Jana Chrzciciela → Zimnice Wielkie